# Apristurus platyrhynchus
Apristurus platyrhynchus es una especie de peces de la familia Scyliorhinidae en el orden de los Carcharhiniformes.

## Morfología
Los machos pueden llegar alcanzar los 80 cm de longitud total.

## Reproducción
Es ovíparo.

## Distribución geográfica
Se encuentra en las  costas de Brunéi, China, Indonesia (Kalimantan), Japón, Malasia (Sabah y Sarawak) y Filipinas.